# Mongolernas invasion av västra Asien
Mongolernas invasion av västra Asien var ett mongoliskt erövringskrig som pågick från 1253 till 1260. Invasionens huvudsyfte var att utveckla Ilkhanatet i Persien och etablera ett starkt styre och försvar. Under fälttåget, som leddes av Hülegü, erövrades Persien, Abbasidkalifatet och Levanten. Fälttåget avslutades i och med att nyheten om Möngkes död nådde Hülegü. Mongolernas invasion av västra Asien var det tredje och sista större invasionskriget västerut som mongolerna genomförde. De tidigare fälttågen västerut ägde rum mellan åren 1219 och 1225, då Khwarezm erövrades, och åren 1236 och 1242, då Europa och Ryssland erövrades.

## Bakgrund
En av de första åtgärder Möngke vidtog efter att han år 1251 tillträtt som khan över det mongoliska rike som benämns Mongolväldet, var att på en högtidlig kurultai tillkännage att man skulle företa fälttåg österut mot Songdynastins Kina, och även västerut i syfte att besegra Abbasidkalifatet och den ismailitiska sekten "Assassinernas hemliga orden" och vidare fram till Egyptens gräns.
Möngke skulle med hjälp av sin bror Khubilai khan leda expeditionen mot Kina medan hans andre bror Hülegü skulle leda den västra invasionen. Hülegü fick uppdraget att utveckla Ilkhanatet i Persien. Detta innefattade att återerövra regionen efter den tidigare invasionen på 1220-talet och att införa ett styre som kunde stå emot meningsmotståndare från framför allt Gyllene horden, som var ett annat av de fyra stora mongoliska khanaten. Vid tiden för Möngkes maktövertagande var alla mongoliska trupper i västra Asien samlade i Kaukasien.

## Fälttåget
År 1253 startade Hülegü fälttåget västerut från Karakorum, och källor uppger storleken på styrkan till 75 000 till 100 000 soldater. Styrkan som Hülegü blev tilldelad av Möngke utgjorde en femtedel av mongolernas totala arme. Var och en av dessa soldaterna hade vanligtvis flera hästar. De hade även med sig belägringsvapen byggda med hjälp av den teknik de lärt sig av kineserna efter invasionen av Jindynastin. Omkring tusen kinesiska ingenjörer deltog också i fälttåget för att sköta blidorna.
Armén, med all dess tillhörande boskap och utrustning, förflyttade sig i lugn takt några kilometer om dagen genom Khwarezm och vidare mot Persien som var dess mål. Khwarezm hade varit under mongolisk kontroll sedan 1220-talet och var en del av Tjagataikhanatet. Det tog tre år för styrkorna att nå fram till västra Asien där inga mongoliska styrkor hade varit sedan Djingis khan invaderade Centralasien 1219–1225.

### Assassinerna

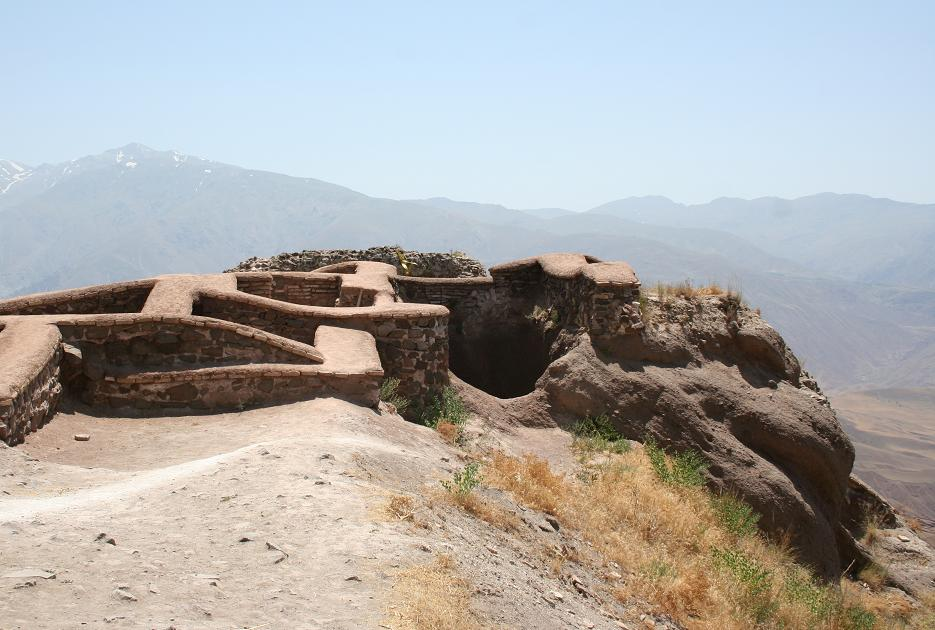
Lämningarna efter bergsfästningen Alamut som mongolerna erövrade 1256.

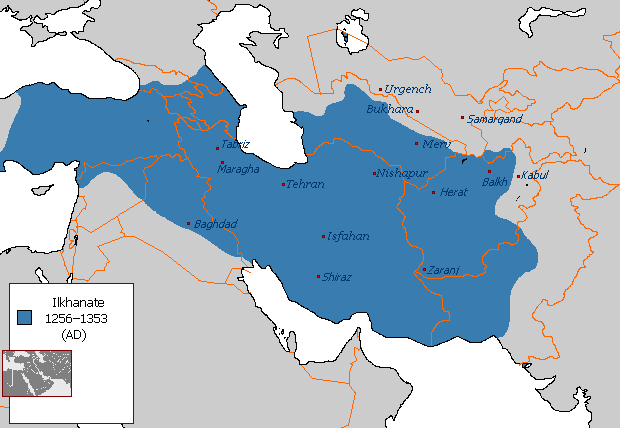
Ilkhanatet efter mongolernas invasion av västra Asien

Hülegüs första uppdrag var att slå ner den ismailitiska sekten Assassinernas hemliga orden. Assassinerna hade länge betraktats som ett hot mot den politiska stabiliteten i regionen. Den 15 december 1256 intog och förstörde Hülegüs styrkor assassinernas fästning Alamut i bergskedjan Elburz vid Kaspiska havets södra strand och assassinernas fruktade ledare Rukn al-Din Khurshah tillfångatogs, men avrättades senare på order av Möngke. Den kinesiska generalen Guo Kan var ansvarig för bekämpandet av assassinerna.
Marco Polo (1254–1324) beskriver händelsen i sin reseberättelse, och har som så ofta fel vad gäller årtal och tider:
| ”            | [..] Denne fick kännedom om hans förfärliga dåd och om att han anställde folk för att röva bort de resande, som drog igenom hans land, och skickade därför år 1262 en av sina arméer för att belägra den onde fursten i hans borg. Men den var så väl inrättad till försvar att den höll stånd i tre år, varefter den slutligen av hungersnöd tvingades att ge sig. Fursten blev avrättad i fångenskap, hans borg blev jämnad med jorden och hans paradisträdgårdar förstörda. [...] | „ |
| – Marco Polo | |   |

Efter anfallet på assassinerna tog Hülegü över alla provinser i Persien. Han återupprättande styret i de regioner som haft endast en svag mongolisk närvaro efter Djingis khans västra fälttåg på 1220-talet.

### Abbasidkalifatet

Mongolernas fälttåg i Syrien och Palestina år 1260.

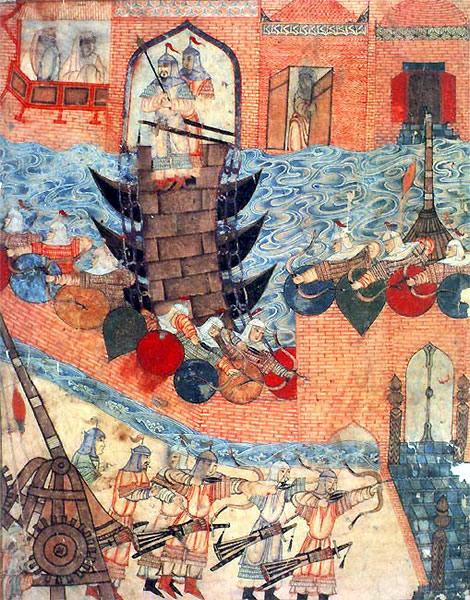
Belägringen av Bagdad år 1258.

Animering visande expansionen av Mongolväldet.

Fälttåget fortsatte under våren 1257 västerut mot Abbasidkalifatets huvudstad Bagdad. I september 1257 skickade Hülegü ett brev till kalifen Al-Musta'sim där han uppmanade kalifen att ge upp och att förstöra Bagdads yttre stadsmur för att visa sin goda vilja, något han inte gjorde. I stället svarade han att Hülegü skulle vända åter varifrån han kom.
En del av den mongoliska styrkan, under ledning av Kitbuqa, säkrade med 30 000 ryttare passagen genom Zagros-bergen. När vägen väl var säkrad höll Hülegü en kurultai där det beslutades att Bagdad skulle anfallas. På väg mot Bagdad från det iranska höglandet längs floden Alvand fyllde mongolerna på förrådet av stenar till sina blidor eftersom det inte fanns så mycket sten i närheten av Bagdad.
Den 6 december nådde mongolerna fram till Kermanshah. Staden ödelades och folket massakrerades. Hülegü nådde Tigris i januari 1258 och Abbasidkalifatets kalif Al-Musta'sims trupper bjöd mongolerna ett visst motstånd. Mongolerna avvaktade vid en biflod till Tigris till dess befälhavaren Baiju anlände med mer styrkor. Mongolerna bröt därefter upp fördämningsvallar, varvid kalifens militärläger översvämmades. Mongolerna lät dräpa många av de soldater som undgick att dränkas. Totalt omkom 12 000 av kalifens soldater.
Den 22 januari påbörjade mongolerna belägringen av Bagdad och de bombarderade staden med de kinesiska belägringsvapnen. Tigris blockerades uppströms av pontoner och nedströms av en bataljon av ryttare. Överfallet av staden inleddes efter en vecka och Bagdads byggnader bombarderades med stenar från katapulterna. Efter en veckas beskjutning föll en av stadsportarna. Den östra stadsmuren var därmed erövrad och vägen mot Tigris var spärrad.
Den 10 februari 1258 gav kalifen upp och ledde ett följe av 300 tjänstemän till Hülegüs läger med förhoppning om nåd. Hülegü bad kalifen artigt att beordra sina styrkor att lägga ned sina vapen och komma ut ur staden, vilket de också gjorde. Dock blev de alla genast dödade. Den 13 februari påbörjades ett massmord som pågick i sju dagar och där källor påstår att 800 000, eller kanske uppemot en miljon, människor mördades. Efter massmordet brändes och förstördes Bagdad. Al-Musta'sim, som sägs ha tillfångatagits av Guo Kan när han flydde med en båt på Tigris, avrättades genom att han, inlindad i filtar, trampades ihjäl av hästar i en av Bagdads förorter. I och med Bagdads fall och kalifens död hade den 500 år gamla kalifdynastin fallit. För första gången i historien stod den muslimska världen utan en religiös ledare. Nu var hela regionen under Hülegüs kontroll, och han titulerade sig Il-Khan och den muslimska världen styrdes därefter under Ilkhanatet.

### Levanten
Hülegüs nästa mål var det muslimska Syrien, som var uppdelat i sex furstendömen som styrdes av ayyubidernas prinsar, av vilka An-Nasir Yusuf styrde över Aleppo.
Hülegü fortsatte fälttåget norrut mot nuvarande iranska Azarbaijan, där han erövrade Tabriz. Han stannade sedan i regionen över vintern innan han fortsatte västerut mot Syrien. I Syrien hade Frankrike efter det sjunde korståget etablerat ett fäste. I någon mening allierade sig Hülegü med de kristna och skonade deras befästningar medan han attackerade de muslimska. Först ockuperade han Edessa för att sedan i januari, alternativt februari, år 1260 erövra Aleppo. Erövringståget fortsatte till Damaskus som utan strid föll i april 1260 efter att An-Nasir Yusuf flytt till Egypten. Hülegü fortsatte under 1260 att erövra och förstöra en rad andra städer söderut i Levanten. Under den tidiga sommaren 1260, då mongolerna hade nått Gaza, nåddes Hülegü av beskedet att Möngke hade avlidit för nästan ett år sedan. Beskedet fick Hülegü att avsluta fälttåget. Han lämnade en kavalleristyrka på mellan 10 000 och 20 000 soldater i regionen, varefter han återvände till Persien där han stannade i egenskap av khan i Ilkhanatet.

## Eftermäle
Styrkorna som Hülegü lämnade efter sig i Syrien leddes av naimanern Kitbuqa. I Slaget vid Ain Jalut i september 1260 led mongolerna stora förluster och Kitbuqa avrättades. Efter förlusten skedde inga fler försök att erövra Egypten, och mongolerna företog inga fler fälttåg i Syrien och Levanten. De behöll dock sina positioner i Persien. Hülegü avled år 1265 i Persien, och efterträddes som khan i Ilkhanatet av sin son Abaqa Khan. År 1295 konverterade de styrande mongoliska ättlingarna i Ilkhanatet till islam och landet blev i språkligt och kulturellt avseende persiskt igen.
Det finns flera olika teorier om varför Hülegü avslutade fälttåget och lämnade Syrien. En är att han hade för avsikt att återvända till Mongoliet för att ta makten efter Möngke. En annan är att Ariq Böke började få inflytande i Tjagataikhanatet, och att Hülegü ville hindra honom från att få inflytande även över Ilkhanatet. Ytterligare en teori är att Hülegü kände oro inför ett hot från Berke och Gyllene horden.